# Nebkare
Nebkare var födelsenamnet på en farao som förmodligen regerade under Egyptens tredje dynasti. I den andra ofullbordade pyramiden i Zawiyet el-Aryan hittades ett antal inskriptioner som bland annat nämner "Nebkare, härskare över de två länderna" men det är inte skrivet i en kartusch som var sedvanligt.
| V10A | HASH | D28 | V11A |

| V10A | HASH | D28 | V11A |

En ytterligare möjlighet är att det handlar om ett av Nebkas namn, men det kan uteslutas om Nebka otvivelaktigt kan identifieras med Sanakht. Detta skulle automatiskt även innebära att Nebkare var en oberoende kung. Egyptologer tvivlar dock eftersom födelsenamn inte börjades användas förrän på Hunis tid.
Vissa forskare tror att Nebkare är identisk med Manethos Mesochris eller Neferkare och ser honom som efterträdare till Hudjefa II och företrädare till Huni.
I Abydoslistan står Neferkare som efterträdare till Sedjes och i Turinpapyrusen är Nebkare inte nämnd.